# 앤드리 디 그라스
앤드리 디 그라스(영어: Andre De Grasse, 1994년 11월 10일~)는 캐나다의 육상 선수로 주 종목은 단거리 종목이다.
브라질 리우데자네이루에서 열린 2016년 하계 올림픽에서 200m, 100m, 4×100m 계주에서 각각 은메달과 동메달 2개를 거머쥐었다. 2020년 하계 올림픽에서는 200m 금메달, 100m와 4x100m 계주에서 동메달을 기록하였다. 2024년 하계 올림픽에도 참가, 4×100m 종목에서 금메달을 기록하였다. 그리고 NCAA 남자 선수권에서 200m 캐나다 신기록을 달성했다. 디 그라스는 중국 베이징에서 열린 2015년 세계 육상 선수권 대회에서 100m와 4×100m 계주에서 동메달을 땄다.
디 그라스는 캐나다 역사상 처음으로 올림픽 육상종목에서 3개의 메달을 획득했으며 올림픽에서 메달 2개를 획득한 도너번 베일리와 퍼시 윌리엄스의 기록을 깼다.

## 생애
앤드리 디 그라스는 고등학교 시절에 육상 선수였으며, 26세 때 캐나다로 이민 간 트리니다드 토바고 출신의 그의 어머니 베벌리 디 그라스와 10대 때 캐나다로 이민 간 바베이도스 출신의 그의 아버지 알렉스 웨이스 사이에서 태어났다.
디 그라스는 온타리오주 마크험에서 자랐으며, 어머니의 영향으로 인해 로마 가톨릭 신도가 되었다. 그는 성 마거릿 부르주아 가톨릭 초등학교에 부속된 유치원에서 2학년까지 재학했다. 이후 어머니에 의해 테레사 가톨릭 초등학교로 전학을 갔고 그곳에서 8학년까지 재학했다. 또한 마이클 맥기브니 신부 가톨릭 아카데미와 밀리켄 밀스 고등학교에 다녔다.
11학년에 본격적으로 육상을 시작하였다. 그는 농구 바지를 입고 컨버스 신발을 신고 스타팅 블록도 없이 연습했다. 그의 첫 100m 기록은 10.9초였다. 그리고 1984년 하계 올림픽 400m 계주 동메달리스트 토니 샤프에 지도를 받았다. 커피빌 커뮤니티 칼리지에서 재학하다 2015년 3학년 때 미국의 서던캘리포니아 대학교로 옮겼다.

## 개인 신기록
| 년도   | 대회               | 장소                  | 등수 | 종목  | 기록    | 기타             |
| ------ | ------------------ | --------------------- | ---- | ----- | ------- | ---------------- |
| 2016년 | 2016년 하계 올림픽 | 브라질 리우데자네이루 | 3등  | 100 m | 9초 91  |                  |
| 2016년 | 2016년 하계 올림픽 | 브라질 리우데자네이루 | 2등  | 200 m | 19초 80 | 캐나다 최고 기록 |

## 올림픽 성적
| 선수             | 세부 종목 | 1차 예선 | 1차 예선 | 2차 예선 | 2차 예선 | 준결선   | 준결선 | 결선  | 결선      |
| 선수             | 세부 종목 | 기록     | 순위     | 기록     | 순위     | 기록     | 순위   | 기록  | 최종 순위 |
| 앙드레 디 그라스 | 100 m     | 부전승   | 부전승   | 10.04    | 1Q       | 9.92     | 2Q     | 9.91  | 3         |
| 앙드레 디 그라스 | 200 m     | 20.09    | 1Q       | 빈칸     | 빈칸     | 19.80 NR | 2Q     | 20.02 | 2         |

| 선수                                                                     | 세부 종목    | 1차 예선 | 1차 예선 | 2차 예선 | 2차 예선 | 준결선 | 준결선 | 결선     | 결선      |
| 선수                                                                     | 세부 종목    | 기록     | 순위     | 기록     | 순위     | 기록   | 순위   | 기록     | 최종 순위 |
| 에런 브라운 앤드리 디 그라스 아킴 헤인스 브랜던 로드니 모보라데 아조마레 | 4×100 m 계주 | 빈칸     | 빈칸     | 37.89    | 3Q       | 빈칸   | 빈칸   | 37.64 NR | 3         |

## 사진

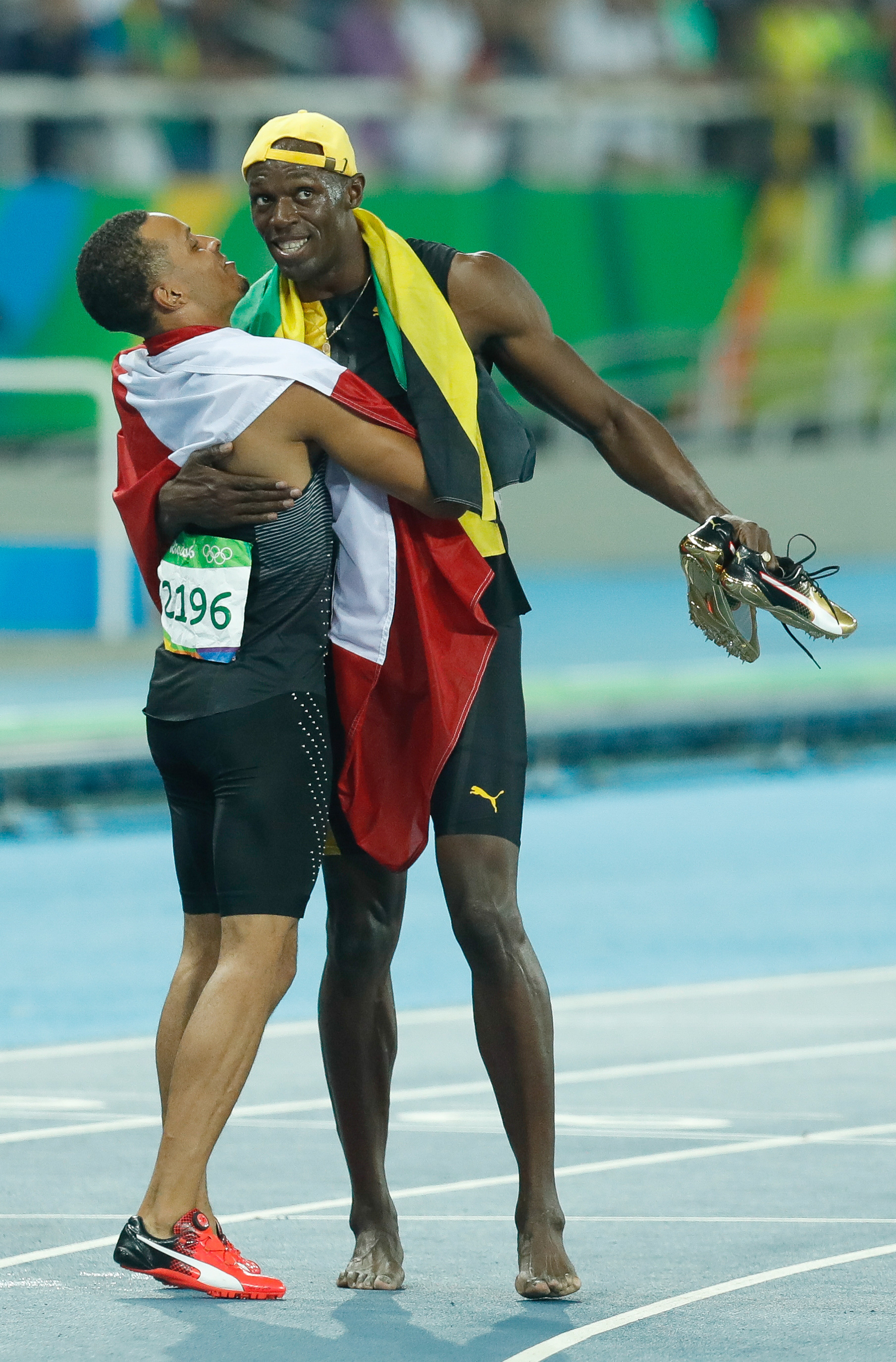
2016년 하계 올림픽 남자 100 m 결승이 끝나고 우사인 볼트와 함께
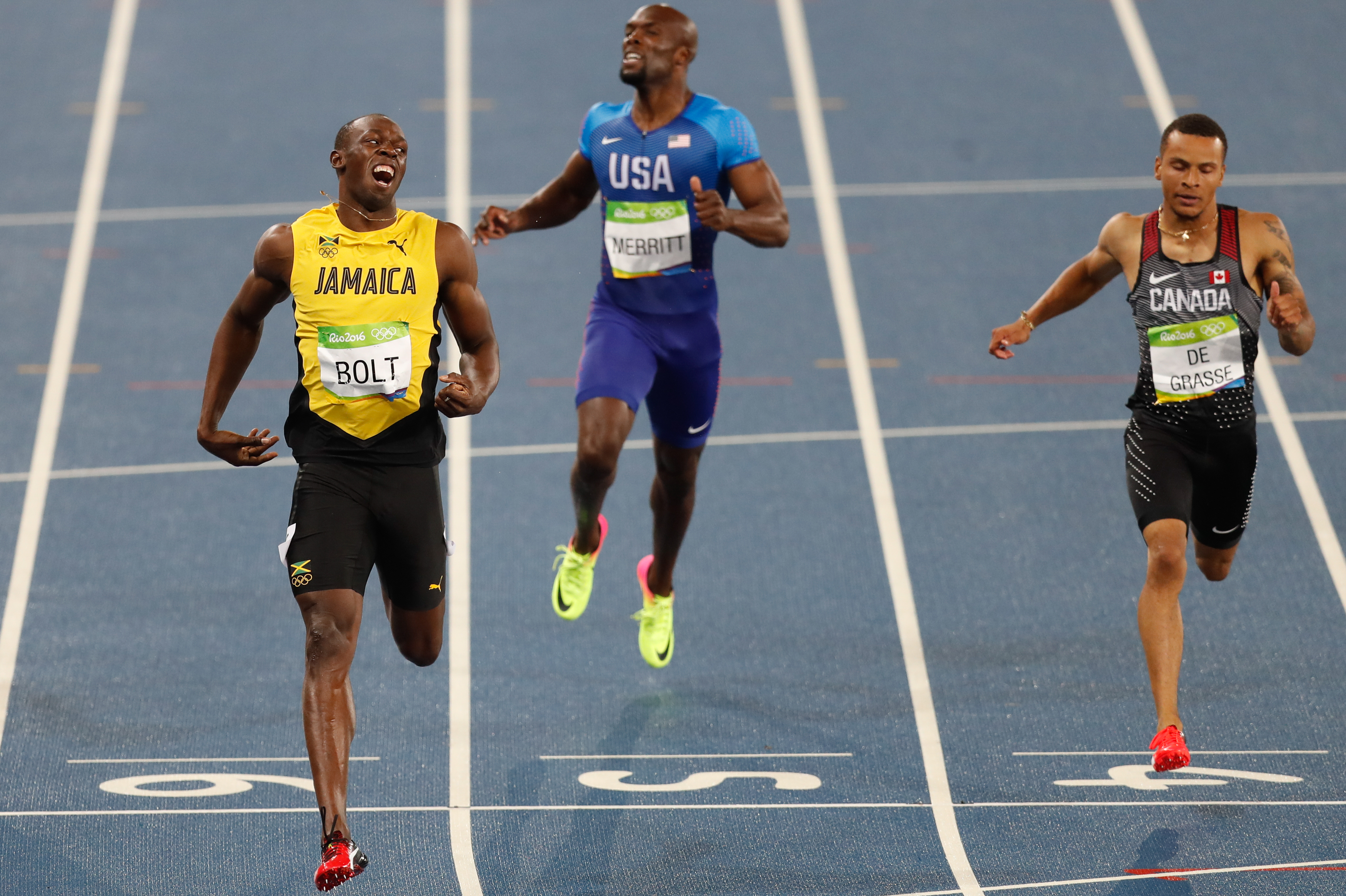
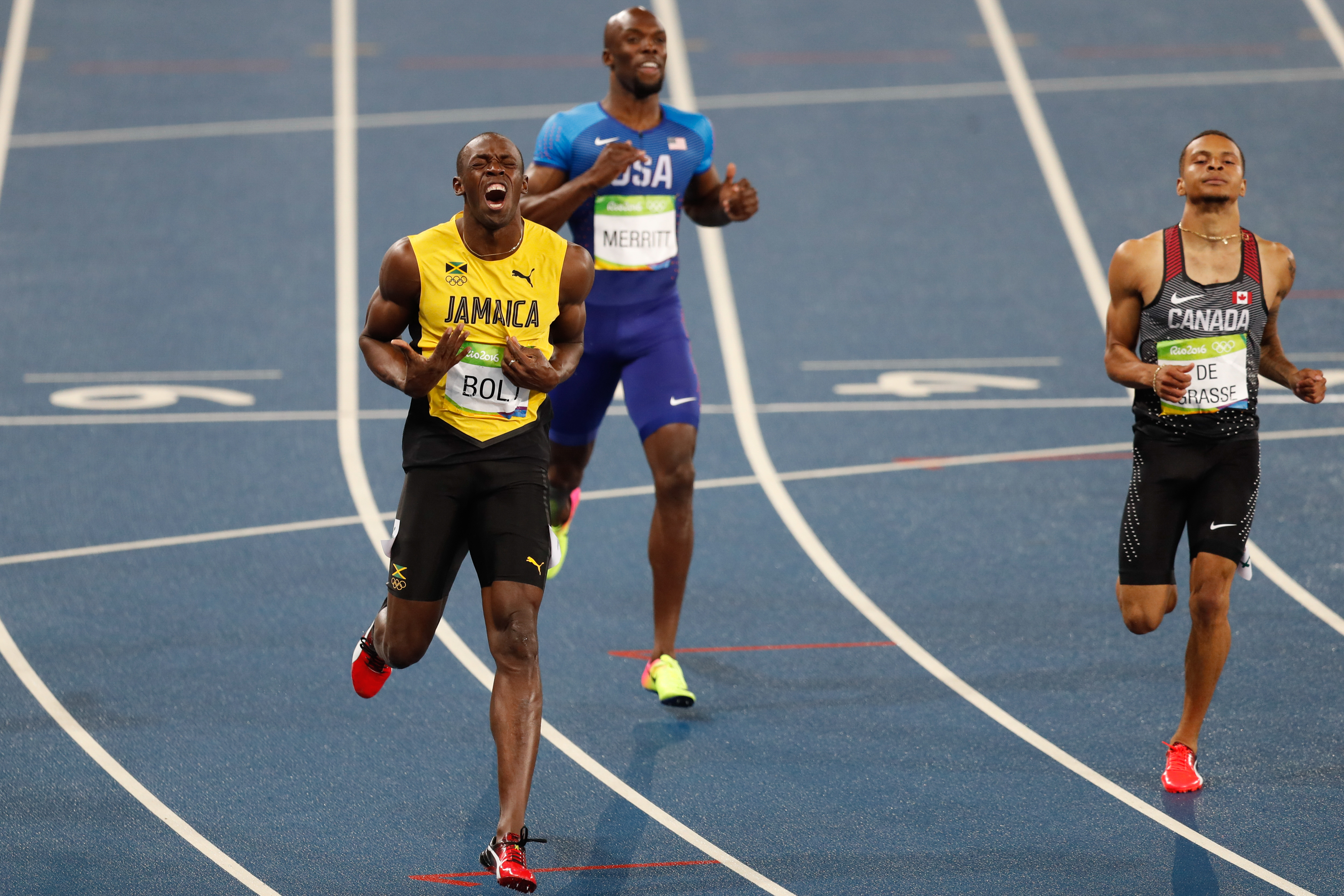
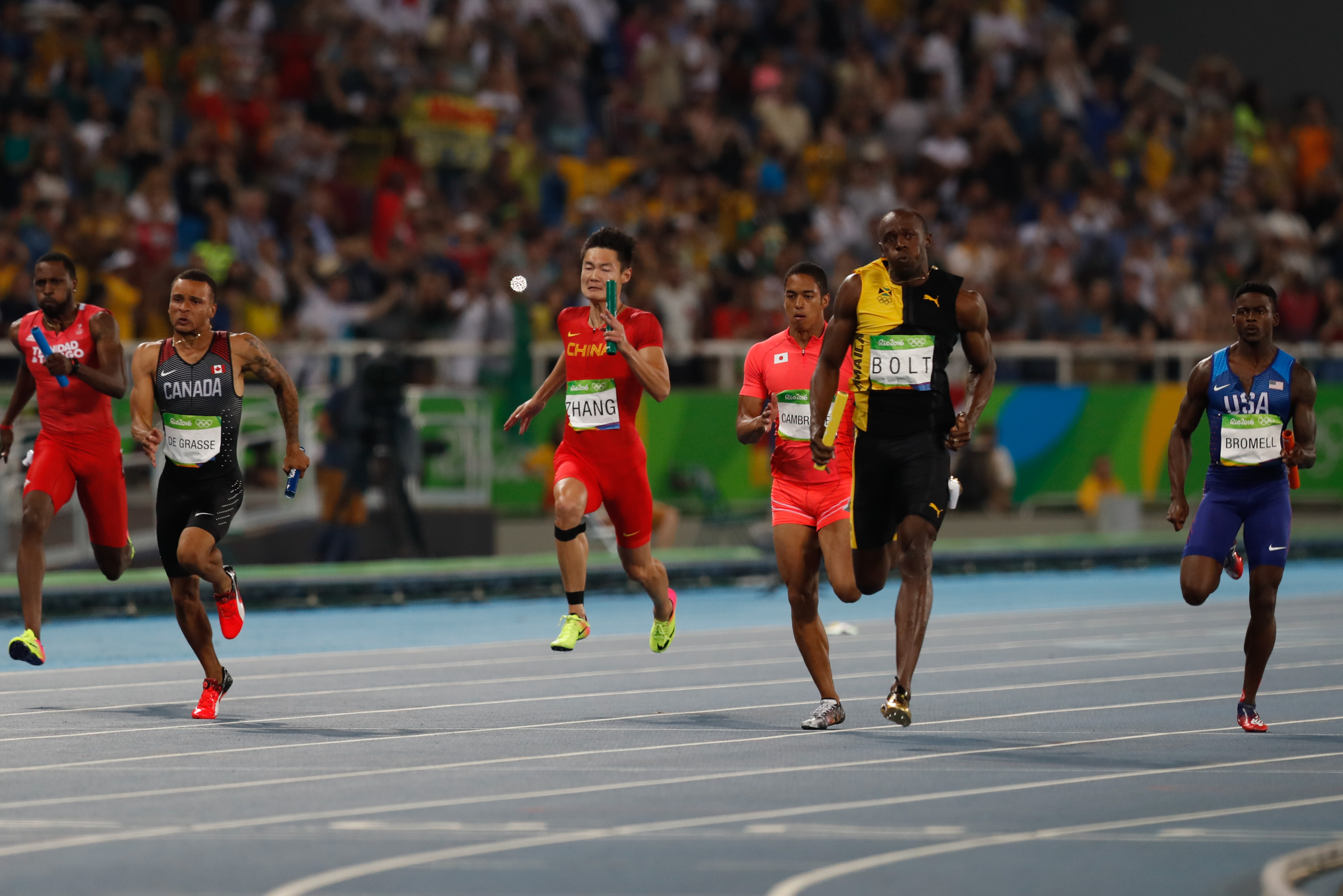
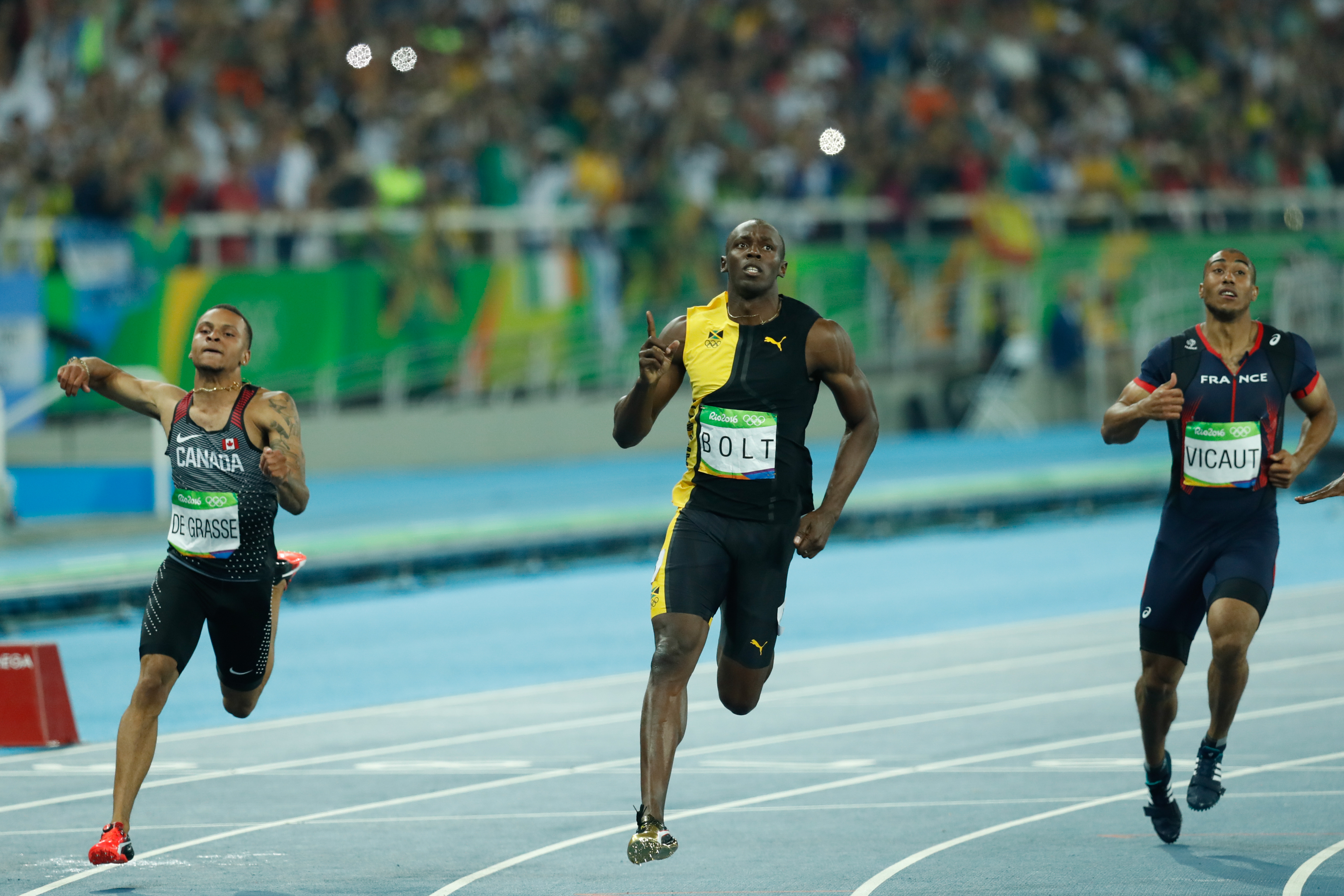
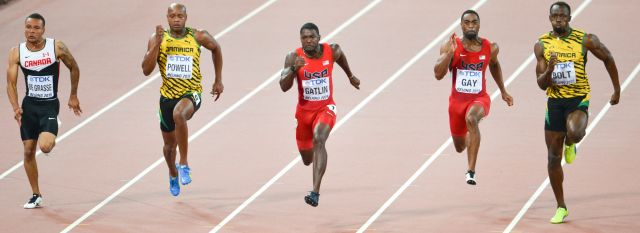
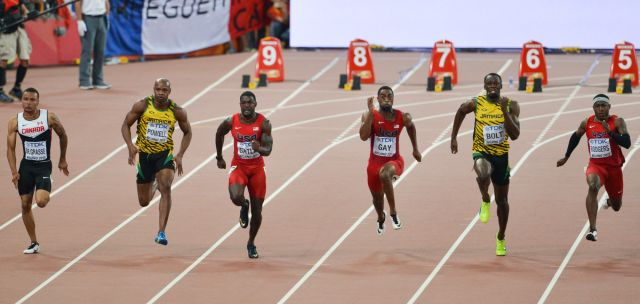
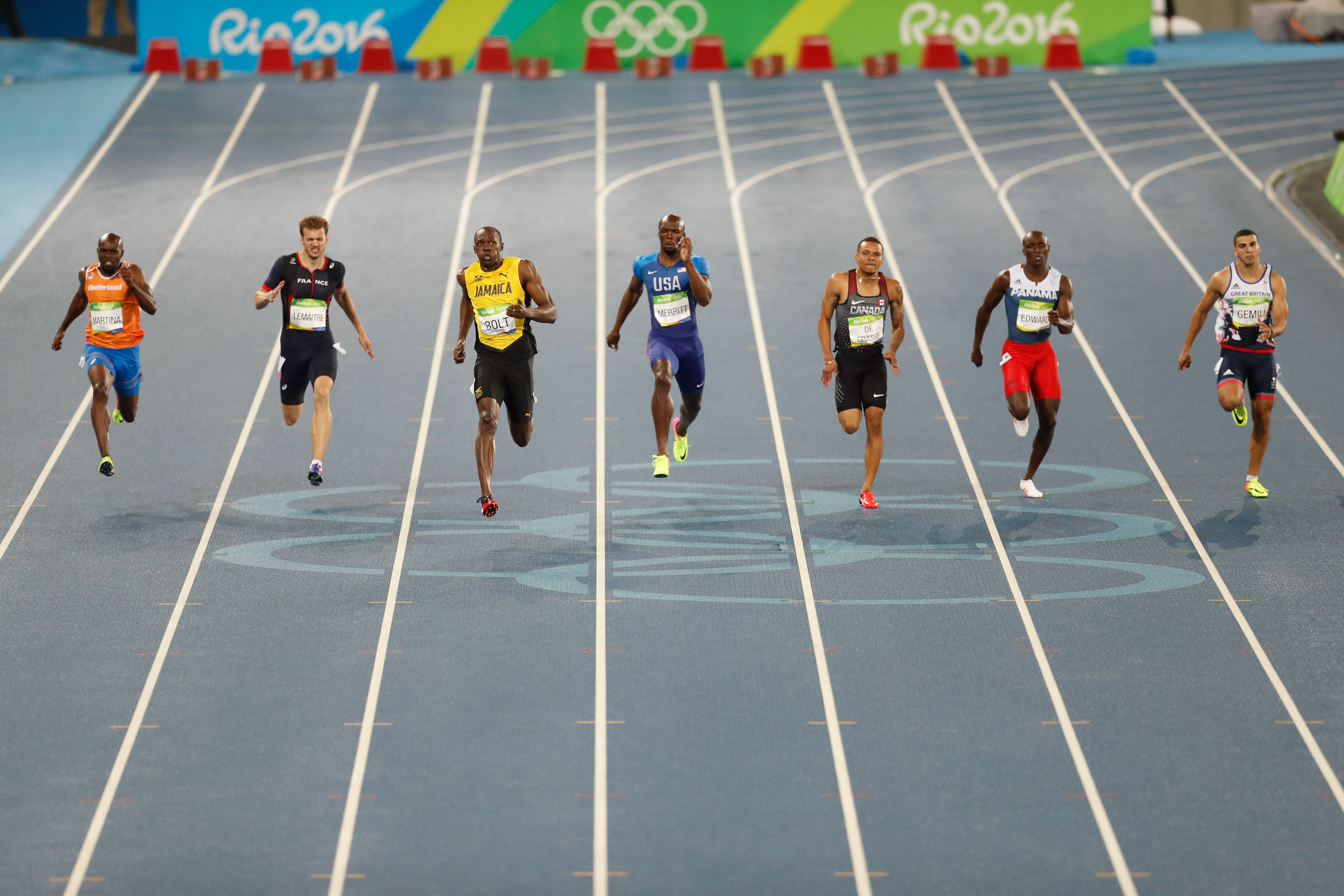
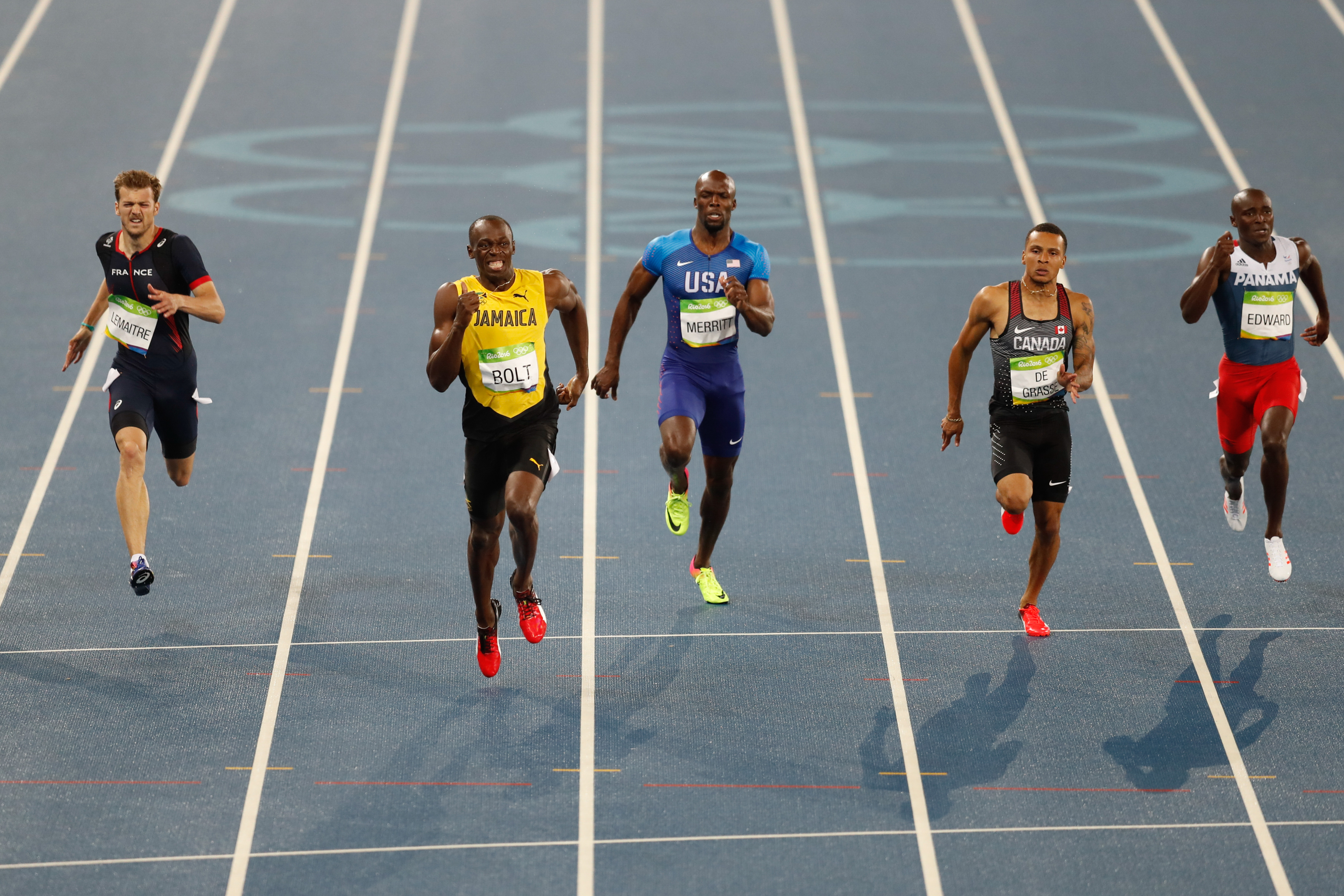
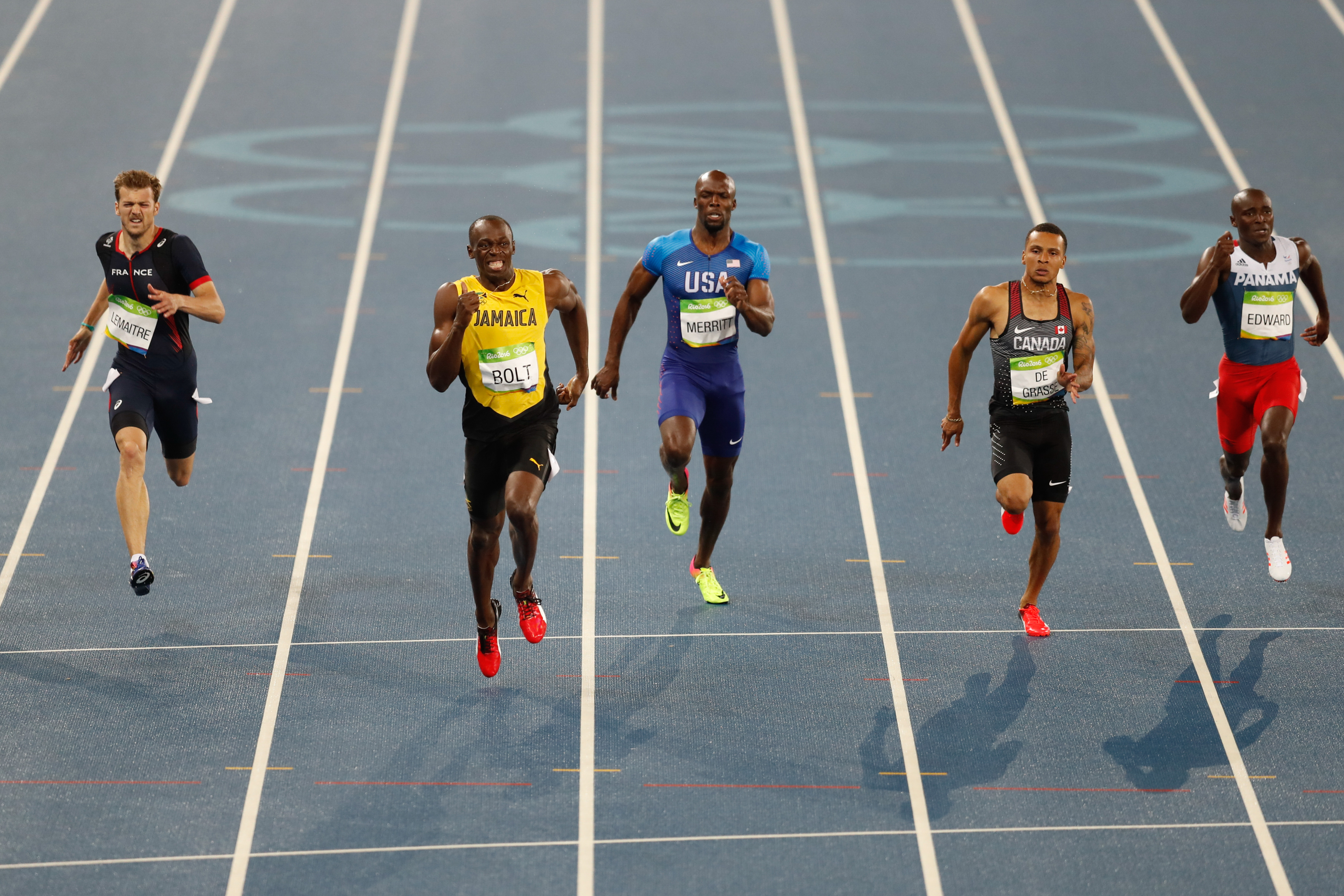

## 같이 보기
- 육상 캐나다 기록(영어판)